# Banque de réserve du Zimbabwe
La Banque de réserve du Zimbabwe (en anglais : Reserve Bank of Zimbabwe) est la banque centrale de la république du Zimbabwe.

## Histoire
La banque retrace son histoire jusqu'à la Banque de réserve de Rhodésie, fondée le 22 mai 1964, mais qui a succédé à la Banque de Rhodésie et du Nyassaland (1956-1963) qui avait été liquidée lors de l'effondrement de la Fédération de Rhodésie et du Nyassaland en 1963. Avant 1956, il existait un Conseil monétaire d'Afrique centrale à partir de 1953, mais qui avait été créé sous le nom de Conseil monétaire de Rhodésie du Sud en 1938 pour fournir la monnaie rhodésienne, entièrement adossée et liée à la livre sterling britannique à la valeur nominale. La monnaie locale que le Conseil monétaire de l'Afrique centrale était chargé de fournir à la Rhodésie du Sud (Zimbabwe colonial), à la Rhodésie du Nord (Zambie coloniale) et au Nyassaland (Malawi colonial) avait été établie par la loi de 1932 sur la monnaie et la monnaie de la Rhodésie du Sud. La Banque de réserve de Rhodésie (qui est devenue la Banque de réserve du Zimbabwe à l'indépendance en 1980) a continué de fonctionner et a augmenté ses opérations et son personnel, à travers une variété de changements de souveraineté et de structure gouvernementale en Rhodésie et au Zimbabwe.
En 2007 et 2008, la Banque de réserve du Zimbabwe a mis en œuvre un programme censé soutenir l'agriculture commerciale et les « nouveaux » agriculteurs issus de la réforme agraire accélérée. Ce programme, baptisé « Programme de mécanisation agricole », prévoyait l'achat de matériel agricole et sa distribution aux agriculteurs sous forme de prêts bancaires.
Malheureusement, les principaux bénéficiaires du programme étaient des personnes aisées (ministres, hauts fonctionnaires, juges, entre autres), qui avaient reçu d'importantes parcelles de terre dans le cadre de la réforme agraire accélérée. Malheureusement, nombre de ces bénéficiaires n'ont pas remboursé leurs prêts. Plutôt que d'autres solutions, la RBZ a opté pour une solution législative. En 2015, la loi sur la reprise de la dette de la Banque de réserve du Zimbabwe a finalement été adoptée, reprenant ainsi les dettes de la RBZ, y compris celles du Programme de mécanisation agricole. Le gouvernement a ensuite affirmé qu'il ne s'agissait pas de prêts, mais de subventions.
En 2022, le gouvernement a lancé un deuxième programme de mécanisation agricole de la RBZ, appelé programme biélorusse, les équipements étant fournis par ce pays. Ce programme comportait plusieurs phases: 51 millions de dollars américains pour la première phase, 52 millions de dollars américains pour la deuxième, et d'autres phases suivront. Lors de la première phase, 474 tracteurs, 60 moissonneuses-batteuses, 210 semoirs et cinq camions surbaissés ont été distribués dans le cadre d'accords de prêt. Le gouvernement a indiqué que la majorité (98 %) de ces prêts ont été remboursés par les agriculteurs.

## Liste des gouverneurs
| Rang | Nom                | Mandat                    |
| ---- | ------------------ | ------------------------- |
| 1er  | Desmond Krogh      | 1980 - 1983               |
| 2e   | Kombo James Moyana | 1983 - 1993               |
| 3e   | Leonard Tsumba     | 1993 - Juin 2003          |
| 4e   | Charles Chikaura   | Juin 2003 - Décembre 2003 |
| 5e   | Gideon Gono        | 2003-2013                 |
| 6e   | Charity Dhliwayo   | 2013-2014                 |
| 7e   | John Mangudya      | 2014 - Avril 2024         |
| 8e   | John Mushayavanhu  | Depuis Avril 2024         |